# Assassin's Creed III
Assassin's Creed III là một trò chơi điện tử hành động-phiêu lưu phát hành năm 2012. Trò chơi được Ubisoft Montreal phát triển và phân phối bởi Ubisoft cho các hệ máy PlayStation 3, Xbox 360, Wii U, và hệ điều hành Microsoft Windows. Trò chơi này là phần thứ năm của dòng trò chơi Assassin's Creed, và là phần tiếp theo của Assassin's Creed: Revelations (2011). Assassin's Creed III được phát hành toàn cầu cho hệ máy PlayStation 3 và Xbox 360, bắt đầu từ Bắc Mỹ vào 30 tháng 10 năm 2012, sau đó đến với người dùng Wii U và Microsoft Windows vào tháng 11 năm 2012.
Trò chơi lấy bối cảnh lịch sử hư cấu từ những sự kiện có thật, tiếp tục khai thác cuộc xung đột hàng thế kỷ giữa những Sát thủ (Assassin), những người đấu tranh vì hòa bình tự do ý chí, với các Hiệp sĩ dòng Đền (Templar)— cho rằng hòa bình đi đôi với thống trị. Câu chuyện bắt đầu ở thời điểm thế kỷ 21, tại đó Desmond Miles — nhân vật chính của dòng trò chơi, tiếp tục dùng cỗ máy Animus hồi tưởng lại ký ức của người tổ tiên mình để tìm cách ngăn chặn thảm họa 2012 xảy ra. Cốt truyện chính lấy bối cảnh thế kỷ 18, vào thời điểm trước, trong, và sau khi diễn ra cuộc Cách mạng Mỹ từ 1753 đến 1783 với nhân vật chính là Ratonhnhaké:ton — hay cũng là Connor, người tổ tiên nửa Anh, nửa Mohawk của Desmond.
Thế giới trong Assassin's Creed III là thế giới mở được thể hiện qua góc nhìn người thứ ba, với trọng tâm trò chơi là sử dụng các kỹ năng chiến đấu và ẩn mình của Desmond và Connor để tiêu diệt mục tiêu và khám phá các cảnh quan. Connor được tự do đi lại ở Boston, New York và biên giới Hoa Kỳ thế kỷ 18 để thực hiện các nhiệm vụ phụ nằm ngoài cốt truyện chính. Trò chơi cũng có phần chơi dành cho nhiều người, cho phép người chơi đấu đơn hoặc đội trực tuyến với nhau. Ubisoft đã thiết kế nền game hoàn toàn mới, Anvil Next cho trò chơi. Trò chơi nhận được nhiều phản hồi tích cực và đã bán được 12 triệu bản trên toàn thế giới.
Phiên bản kế tiếp của dòng trò chơi, Assassin's Creed IV: Black Flag, nói về người ông của Ratonhnhaké:ton — Edward Kenway — cướp biển và là một sát thủ hoạt động trên vùng biển Caribe.

## Cách chơi

Assassin’s Creed III giới thiệu các yếu tố chơi mới, gồm săn bắn thú và sử dụng vũ khí đôi. Trong ảnh, Connor sử dụng hai chiếc rìu chống lại một nhóm lính áo đỏ.

Assassin's Creed III là một trò chơi điện tử hành động-phiêu lưu góc nhìn người thứ ba, lấy bối cảnh một thế giới mở mà người chơi phải kết hợp kỹ năng ẩn giấu, di chuyển và tấn công để hoàn thành các nhiệm vụ. Người chơi vào vai ba nhân vật trong toàn bộ câu chuyện của trò chơi. Nhân vật chính là Desmond Miles, một Sát thủ thế kỷ 21, người khám phá những bí mật về Căn Hầm Của Người Đến Trước (Precursor Vault) có thể giúp Trái Đất tránh khỏi thảm họa vào ngày 21 tháng 12 năm 2012. Để giải đáp những bí mật, Desmond sử dụng cỗ máy Animus để sống lại những ký ức của hai người tổ tiên cùng sống trong khoảng thời gian diễn ra cuộc Cách mạng Mỹ. Tại thời điểm đầu trò chơi, người chơi sẽ vào vai Haytham Kenway, một Hiệp sĩ dòng Đền Anh truy tìm vị trí của Căn Hầm. Người thứ hai, cũng là nhân vật chính của trò chơi, là Ratonhnhaké:ton, con trai của Kenway và vợ của ông — một người thổ dân châu Mỹ. Để hòa nhập vào xã hội thuộc địa đương thời, Ratonhnhaké:ton sử dụng tên Connor. Vào vai Connor, người chơi được tiếp cận với một vùng hoang dã rộng lớn tên là Biên Giới (Frontier, lớn hơn Roma trong Assassin's Creed: Brotherhood khoảng 1,5 lần), cùng các thành phố Boston và New York. Người chơi cũng có thể khám phá một phần của Đông Duyên hải Hoa Kỳ và biển Caribe qua các chuyến hải hành của con tàu Aquila, với thuyền trưởng chính là Connor và người cố vấn là Robert Faulkner.
Các pha giao chiến cũng thay đổi, giờ đây cho phép Connor sử dụng vũ khí đôi để đối phó với nhiều kẻ địch cùng lúc. Connor còn có thể dùng súng hỏa mai, súng lục, các vũ khí thổ dân như rìu tomahawk, cung và tên, móc dây (dùng để kéo kẻ địch về phía người chơi, hoặc treo chúng lên cây). Con dao ẩn dưới tay trái cũng có tính năng chặn các đòn đánh, lột da thú săn hay thực hiện những đòn ám sát nóng. Người chơi có thể tránh được làn đạn của đối phương khi sử dụng một kẻ địch làm lá chắn. Máu sẽ tự hồi sau khi kết thúc giao chiến một thời gian, nên người chơi không còn cần phải mua máu dự trữ. Cơ chế ẩn giấu được làm lại, cho phép người chơi lợi dụng những yếu tố tự nhiên như bụi cỏ hoặc cây, hoặc nhập chung với bất kỳ nhóm hai người nào để giấu mình.
Hệ thống giả lập trong Assassin's Creed III mang đến những hiện tượng thiên nhiên mới như tuyết, sương mù và mưa. Các mùa trong năm cũng có thể thay đổi, ví dụ mùa hè và mùa đông. Điều này không chỉ thay đổi khung cảnh của thế giới mà còn ảnh hưởng đến gameplay, bởi vì trong tuyết thì người chơi sẽ thấy mình chạy chậm hơn. Tuyết rơi cũng ảnh hưởng đến tầm nhìn người chơi và kẻ địch. Không như những phần trước, phiên bản này bao gồm nhiều loài động vật từ vật nuôi (ngựa, cừu, chó) đến các loài hoang dã (nai, sói, gấu). Các loài hoang dã này chỉ sống trong khu vực Biên Giới, và người chơi có thể săn chúng lấy da hoặc lấy thịt để bán. Giá bán này phụ thuộc vào chất lượng của sản phẩm săn, vì thế trò chơi khuyến khích người chơi săn bắn bằng vũ khí nhẹ (ví dụ, cung tên, hoặc bẫy dùng với mồi).
Các hoạt động kinh tế diễn ra tại Davenport Homestead, nơi ở mới của Connor. Nơi đây thường có những đoàn xe buôn của những người thợ mộc, thợ may v.v. chịu ảnh hưởng của chiến tranh và rời khỏi quê nhà. Khi người chơi giúp đỡ họ, họ sẽ ở lại và ổn định sinh sống tại Homestead. Sau đó, người chơi có thể làm các món đồ thủ công và trao đổi với họ, rồi bán các sản phẩm đó cho các thành phố thông qua những đoàn xe/tàu hành hương. Qua hệ thống nhiệm vụ, người chơi dần dần làm tăng các mối quan hệ giữa những người dân với nhau và ở Homestead hình thành một ngôi làng nhỏ. Trang viên của người chơi và con tàu Aquila cũng có những tùy chọn nâng cấp.
Tính năng tuyển mộ thành viên của Assassin's Creed: Brotherhood cũng được làm lại. Người chơi có thể kết nạp thành viên khi hoàn thành những nhiệm vụ "giải phóng" (Liberation). Những thành viên Sát thủ có bộ kỹ năng nhiều hơn, cho phép người chơi tạo ra một vụ bạo loạn, giả mạo là đội hộ tống tù nhân, hoặc đóng vai bảo vệ. Các nhiệm vụ phụ của trò chơi bao gồm thu thập các trang niên giám, khám phá các đường hầm dưới mặt đất để xác định vị trí những trạm dịch chuyển nhanh, tham gia các câu lạc bộ săn bắn và đánh nhau, điều tra những bí ẩn lan truyền trong người dân khu biên giới về UFO và Sasquatch, các nhiệm vụ "peg-leg" mà Connor đến các thành trì dưới mặt đất hoặc ở những nơi hoang vu để khám phá huyền thoại về kho báu của Thuyền trưởng Kidd, cùng những nhiệm vụ khác.
Bằng con tàu chiến Aquila, Assassin's Creed III mang đến cho người chơi những cuộc viễn chinh trên biển. Trong những chuyến đi, các yếu tố môi trường như hướng gió và tốc gió, bão, sóng cao và đá ngầm đều ảnh hưởng đến việc điều khiển con tàu. Những cuộc chiến trên biển diễn ra với đại bác, đến từ dàn đại bác ở cả hai bên mạn thuyền, và những khẩu đại bác xoay được trên boong tàu. Con tàu Aquila được sử dụng cho các nhiệm vụ tàu lùng (Privateer), và cũng xuất hiện trong một số nhiệm vụ chính của trò chơi.
Phiên bản trên hệ máy Wii U của trò chơi có thêm những tính năng khác. Người chơi có thể thay đổi vũ khí khi đang thực hiện hành động khác, và bản đồ luôn hiện trên tay cầm Wii U Gamepad. Phiên bản này cũng hỗ trợ Off TV Play, một tính năng cho phép hiển thị màn hình chính lên màn hình trên tay cầm.
Phiên bản nhiều người chơi trong phần này được phát triển bởi Ubisoft Annecy. Ngoài các chế độ thông thường, ra mắt kiểu chơi Wolfpack, trong đó 1-4 người chơi phải truy lùng và ám sát các NPC nhất định trong một khoảng thời gian cho trước, và có 25 màn như vậy. Chế độ Domination mới là chế độ mà người chơi cùng đồng đội phải nắm giữ các khu vực trên bản đồ và bảo vệ chúng khỏi đội đối phương.

## Nội dung

### Bối cảnh
Tiếp tục Assassin's Creed: Revelations, Desmond Miles và những người bạn Sát thủ của anh đã đến được Ngôi đền của Những Người Đến Trước, bộ tộc hùng mạnh đã tạo ra loài người trước khi một đại họa khủng khiếp nhiều nghìn năm trước xảy ra khiến họ gần như tuyệt chủng và tàn phá Trái Đất. Để tìm kiếm chiếc chìa khóa có thể kích hoạt ngôi đền và ngăn chặn thảm họa 2012, Desmond dùng chiếc Animus để trở về trong ký ức người tổ tiên mình, Ratonhnhaké:ton hay còn gọi là Connor.
Câu chuyện về Connor diễn ra trong hai thập kỷ, từ năm 1760 đến năm 1783. Trong câu chuyện này, người chơi sẽ được khám phá từ Boston và New York cho đến vùng Biên giới Hoa Kỳ, những cánh rừng, vách núi, con sông, ngôi làng người Mohawk của Connor và những vùng dân cư Lexington, Concord và Charlestown. Người chơi đến được thành phố Philadelphia trong một nhiệm vụ của trò chơi, và xuất hiện trên biển Caribe trong một vài nhiệm vụ hải hành. Người chơi cũng được khám phá vùng biển phía đông bằng con tàu Aquila, dưới quyền thuyền trưởng Connor.

### Nhân vật
Assassin's Creed III có số lượng nhân vật khá lớn. Nhân vật chính là Ratonhnhaké:ton (Noah Watts) hay là Connor, và Desmond Miles (Nolan North), con cháu ở thế kỷ 21 của Connor. Những nhân vật sống ở thời hiện đại còn có bố của Desmond là William Miles (John de Lancie), các sát thủ Shaun Hastings (Danny Wallace) và Rebecca Crane (Eliza Jane Schneider); các Hiệp sĩ Daniel Cross (Danny Blanco Hall) và Warren Vidic (Phil Proctor), người sáng tạo ra cỗ máy Animus.
Những nhân vật ở thế kỷ 18 gồm: Achilles Davenport (Roger Aaron Brown); một sát thủ đã về hưu và là thầy của Connor; mẹ của Connor là Kaniehtí:io hay Ziio (Kaniehtiio Horn); người cố vấn hàng hải Robert Faulkner (Kevin R. McNally); và chủ quán rượu người Pháp Stephane Chapheau (Shawn Baichoo). Các Hiệp sĩ dòng Đền tại vùng thuộc địa được dẫn dắt bởi bố của Connor, quý tộc người Anh Haytham Kenway (Adrian Hough). Kenway được hỗ trợ bởi những nhân vật lịch sử mà trong trò chơi là thành viên của Hội Hiệp sĩ, gồm có Charles Lee (Neil Napier), Thomas Hickey (Allen Leech), John Pitcairn (Robert Lawrenson), Benjamin Church (Harry Standjofski), William Johnson (Julian Casey), và Nicholas Biddle. Một vài nhân vật lịch sử cùng thời khác cũng xuất hiện trong trò chơi, gồm Israel Putnam (Andreas Apergis), George Washington (Robin Atkin Downes), Thomas Jefferson (John Emmet Tracy), Mason Weems (Tod Fennell), Paul Revere (Bruce Dinsmore), Edward Braddock, và Samuel Adams (Mark Lindsay Chapman).
Trong số các nhân vật khác còn có Minerva (Margaret Easley) và Juno (Nadia Verrucci), hai trong số những Người Đến Trước; và Grand Master của Hội Hiệp sĩ dòng Đền Anh ở thế kỷ 18, Reginald Birch (Gideon Emery).

### Cốt truyện
Desmond, William, Rebecca, và Shaun tìm thấy Ngôi Đền trong một cái hang ở New York và truy nhập vào đó sử dụng Quả táo Eden. Khi ngôi đền đã tạm thời được kích hoạt, Juno thông qua nó giao tiếp với Desmond. Desmond dùng cỗ máy Animus, và dưới ảnh hưởng của Juno, anh ta quay về trong ký ức Haytham Kenway — Grand Master của các Hiệp sĩ, người tổ tiên tại thời điểm 1754 ở Anh.
Haytham ám sát một người giám sát tại Nhà hát Opera Hoàng gia và lấy đi một chiếc mề đay — chiếc chìa khóa truy nhập vào gian trong của Ngôi Đền. Haytham sau đó được cử sang khu vực Mười ba thuộc địa để xác định vị trí của Ngôi Đền. Khi ở Boston, ông giết một kẻ buôn bán nô lệ, giải thoát một nhóm người Mohawk, trong đó có người phụ nữ tên Kaniehti:io. Bà giúp Haytham tìm ra ngôi đền, đổi lại thì ông sẽ giết tướng Braddock cho bà. Haytham và Kaniehti:io sau đó phát hiện rằng chiếc chìa khóa không thể mở cửa được Ngôi Đền; rồi sau đó họ nảy sinh tình cảm với nhau. Trò chơi tiếp tục với góc nhìn của Ratonhnhaké:ton vào năm 1760. Mẹ cậu chết trong một cuộc tấn công vào ngôi làng, dẫn đầu bởi Hiệp sĩ Đền Charles Lee. Nhiều năm sau, người Già làng nói với Ratonhnhaké:ton rằng ngôi làng của anh có nhiệm vụ ngăn chặn người ngoài phát hiện ra Ngôi Đền. Bà đưa cho anh một quả cầu trong suốt, để Juno có thể giao tiếp với anh và nói cho anh biết về biểu tượng Assassin. Biểu tượng dẫn anh đến với điền trang của Sát thủ đã nghỉ hưu Achilles Davenport, người mà sau này cũng chấp nhận hướng dẫn Ratonhnhaké:ton trở thành một sát thủ.
Achilles khuyên Ratonhnhaké:ton đổi tên thành "Connor" để có thể tự do đi lại trong thành phố thuộc địa. Khi đang tìm kiếm nguồn hỗ trợ tại Boston, Connor bị Hội Hiệp sĩ gán ghép vào tội chủ mưu cuộc thảm sát Boston. Trong những năm sau, Connor đã giết nhiều Hiệp sĩ Đền, và đã tham gia giúp đỡ trong cuộc Chiến trang Cách mạng giữa quân đội Hoa Kỳ và quân đội Anh. Connor gặp cha mình, và hai người tạm thời đứng về cùng một phe để tiêu diệt một tên Templar. Sau đó, Haytham tiết lộ lá thư của George Washington nói về ý định xóa bỏ số dân bản địa, gồm cả tộc người của Connor, khỏi biên giới nhằm ngăn chặn họ hỗ trợ quân Loyalist. Connor trở về làng và nhận ra rằng Lee đã chiêu mộ nhiều chiến sĩ người Mohawk để chống lại quân đội Hoa Kỳ được đưa đến để xóa sổ họ. Connor bí mật vô hiệu các chiến sĩ này để tránh gây xung đột, nhưng không thể thuyết phục được người bạn thơ ấu là Kanen'tó:kon, nên Connor đã buộc phải giết người này.
Ở thời hiện đại, Desmond đôi lúc được Animus hướng dẫn đến những địa điểm tại Manhattan và Brazil để tìm kiếm những mảnh sức mạnh, thứ cần thiết để kích hoạt Ngôi Đền, trước khi Hiệp sĩ Daniel Cross có được chúng. William đi một mình để tìm mảnh cuối cùng, nhưng bị liên minh hiện đại của Hội Hiệp sĩ, Abstergo, bắt giữ. Desmond đột kích vào căn cứ của Abstergo, giết Cross và Warren Vidic, và cứu cha mình.
Connor quan tâm đến việc tiêu diệt tất cả các Hiệp sĩ, và hy vọng được đấu tranh cùng Haytham cho hòa bình và tự do. Tuy nhiên, Haytham vẫn tin vào sự hỗn mang của tự do và sự cần thiết của việc kiểm soát đất nước khi thay thế Washington bằng Lee. Washington cảm thấy nhục nhã vì việc Lee cố gắng phá hoại kết quả cuộc chiến tranh và ẩn nấp trong pháo đài George kiên cố. Connor đột nhập vào pháo đài và đối mặt Haytham; họ chiến đấu, và Connor buộc phải giết ông. Connor sau đó giết Lee và lấy được chiếc chìa khóa. Khi đã tiêu diệt các Hiệp sĩ Templar, Connor trở về làng nhưng không còn người nào cả, chỉ còn lại quả cầu. Qua quả cầu, Juno hướng dẫn Connor giấu chiếc chìa khóa ở nơi mà không ai có thể tìm thấy. Connor chôn chiếc chìa khóa dưới mộ của con trai Achilles, Connor Davenport.
Thời điểm 2012, Desmond thu hồi chiếc chìa khóa và dùng nó để đi vào bên trong ngôi đền. Juno nhắc lại với anh ta rằng kích hoạt bệ đá sẽ ngăn chặn thảm họa diệt vong, nhưng Desmond cũng sẽ phải chết. Minerva xuất hiện, phản đối kế hoạch này vì nó sẽ giải thoát cho Juno – bị giam giữ trong ngôi đền để ngăn chặn âm mưu chế ngự nhân loại của bà. Juno và Minerva giải thích rằng nếu như vụ bùng phát năng lượng mặt trời xảy ra, Desmond sẽ là một trong số ít những kẻ sống sót. Khi Desmond chết sau đó, ông sẽ được tôn kính như một vị thánh, và di sản của ông sẽ tiếp tục làm chủ nhân loại. Desmond chọn cách cứu nhân loại và cho họ cơ hội để đấu tranh chống lại Juno thay vì bị hủy diệt. William, Shaun, và Rebecca rời khỏi ngôi đền, còn Desmond ở lại để kích hoạt bệ đá cổ; khi đó một ánh cực quang xuất hiện trên toàn cầu bảo vệ trái đất khỏi năng lượng bùng phát từ mặt trời. Juno khen ngợi lựa chọn của Desmond và tuyên bố đã đến lúc để bà bắt đầu vai trò của mình.
Ở phần kết thúc, Connor chứng kiến chiếc thuyền Anh cuối cùng rời khỏi New York và một thương nhân đang bán nô lệ, nhắc nhở rằng cuộc đấu tranh cho tự do của anh vẫn chưa kết thúc. Connor trở về ngôi làng của mình nhưng tất cả những người Mohawk đã rời đi về phía tây khi Quốc hội mới thành lập bán vùng đất này để giải quyết chiến phí, bởi vì đặt ra thuế phí ngay sau một cuộc chiến tranh đòi giảm sưu thuế là dấu hiệu chính quyền mới nối bước theo chính quyền cũ.

## Phát triển

### Khởi nguồn
Việc phát triển Assassin's Creed III bắt đầu vào tháng 1 năm 2010 (gần như ngay sau khi phát hành Assassin's Creed II). Trò chơi được triển khai trong vòng hai năm rưỡi và có vòng phát triển dài nhất tính từ phiên bản đầu tiên của Assassin's Creed. Khi Ubisoft tiết lộ phiên bản Assassin's Creed: Brotherhood vào năm 2010, khi các chi tiết dần hé mở, cộng đồng game đã có sự mơ hồ khi không rõ đây có phải là Assassin's Creed III hay không. Theo các nhà phát triển, Brotherhood không phải là Assassin's Creed III, và phần ba của loạt trò chơi sẽ không sử dụng lại một nhân vật đã có sẵn". Những nhà phát triển tại Ubisoft Montreal khẳng định rằng Assassin's Creed III cũng sẽ được ra mắt.
Jean-François Boivin tại Ubisoft cũng nói thêm rằng trong mỗi phiên bản đánh số của dòng trò chơi sẽ là một nhân vật mới với bối cảnh mới. Patrice Désilets, cựu giám đốc sáng tạo của loạt trò chơi, nói rằng Assassin's Creed đã luôn được đặt kế hoạch là gồm ba phần. Ông cũng bình luận về cốt truyện của Assassin's Creed III, rằng nó sẽ tập trung vào sứ mạng của các Assassin trong việc ngăn chặn thảm họa toàn cầu diễn ra vào năm 2012, và cuộc chạy đua với thời gian của họ để tìm kiếm những ngôi đền cũng như các Quả táo Eden được tạo ra bởi "Những người đến trước". Desmond sẽ phải tìm kiếm manh mối dẫn đến vị trí của những ngôi đền này, qua việc khám phá ký ức của tiền nhân.
Tháng 10 năm 2011, Alexandre Amacio, giám đốc sáng tạo của Assassin's Creed: Revelations tuyên bố rằng bản tiếp theo của dòng trò chơi sẽ được phát hành trước tháng 12 năm 2012, tuy ông không chỉ đạo sản xuất phần này. Điều này có thể bởi ý tưởng rằng Desmond Miles, nhân vật chính thời hiện đại của dòng trò chơi, sẽ kết thúc sứ mạng của mình vào tháng 12 năm 2012. Amacio nói rằng game thủ không cần phải chơi một trò chơi bối cảnh tương lai khi mà mốc thời gian đó đã qua đi.

### Tiền công bố
CEO của Ubisoft, ông Yves Guillemot xác nhận vào ngày 8 tháng 11 năm 2011, rằng một phiên bản Assassin's Creed "lớn" sẽ được phát hành trong năm 2012, tuy nhiên ông từ chối đưa ra thông tin chi tiết. Trả lời MCV, Guillemot bác bỏ quan điểm rằng việc mỗi năm đều có một phiên bản Assassin's Creed ra mắt đang làm loãng loạt trò chơi, mà cho rằng họ cần thiết phải "thỏa mãn thị hiếu". Guillemot cũng cho biết trong cùng bài phỏng vấn, rằng trò chơi Assassin's Creed của năm nay sẽ là "trò chơi lớn nhất của dòng game".
Tháng 2, 2012, Ubisoft chính thức công bố Assassin's Creed III sẽ được phát hành tại Bắc Mỹ vào ngày 30 tháng 10 năm 2012. Guillemot miêu tả Assassin's Creed III là "thế hệ tiếp theo của cả dòng trò chơi Assassin's Creed lẫn lối kể chuyện/giải trí tương tác nói chung. Chúng tôi sẽ quảng bá trò chơi mạnh mẽ bởi vì nó là một sản phẩm tuyệt vời mà đội ngũ đã hoàn thiện trong vòng ba năm. Những gì chúng tôi đã chứng kiến thật là phi thường". Guillemot tiếp tục cho biết nhà phát hành đầu tư vào trò chơi này nhiều hơn bất cứ phiên bản nào đã ra mắt trước đây.

### Rò rỉ
Việc Assassin's Creed III dựa trên bối cảnh cuộc Cách mạng Hoa Kỳ là thông tin được cho là do "nguồn bên trong" Ubisoft hé lộ vào tháng 1 năm 2012. Ngày 29 tháng 2 năm 2012, hình ảnh giới thiệu trò chơi cùng với thông tin rằng toàn bộ thông tin sẽ được hé lộ – được một nhân viên của Best Buy gửi đến Kotaku. Ảnh giới thiệu đưa đến sự nhất trí rộng rãi rằng trò chơi sẽ lấy bối cảnh Bắc Mỹ trong cuộc Cách mạng Hoa Kỳ. Cùng thời điểm, Ubisoft nói rằng chỉ còn vài ngày nữa sẽ có "công bố chính thức từ Assassin's Creed" trên Facebook của loạt trò chơi. Ảnh nền của trang này cũng mô tả một bối cảnh tuyết phủ ảm đạm. Hơn nữa, Game Informer cũng sẵn sàng để xác nhận các chi tiết mới nhất qua banner quảng cáo trên trang web của mình, cho thấy assassin mới đang đứng cạnh lãnh tụ giải phóng Hoa Kỳ là George Washington.
Sau các thông tin này, Ubisoft phát hành ảnh bìa chính thức của Assassin's Creed III vào ngày 1 tháng 3 năm 2012. Công ty này nói rằng sẽ công bố "mọi chi tiết" vào 17 giờ ngày 5 tháng 3. Thêm vào đó, Game Informer hé lộ ảnh bìa mới nhất bao gồm nhiều hình ảnh của nhân vật chính trong trò chơi. Ngày 2 tháng 3, nhiều ảnh chụp màn hình bị rò rỉ và xuất hiện chi tiết gameplay trên Game Informer.

### Hậu công bố
Trailer của Assassin's Creed III được giới thiệu ngày 5 tháng 3 năm 2012. Ubisoft mô tả trò chơi là dự án "tham vọng nhiều nhất" trong lịch sử của công ty, với gấp đôi năng suất sản xuất bất cứ trò chơi nào trước đây. Engine của trò chơi, AnvilNext, mang đến đồ họa, hình mẫu nhân vật và AI cao cấp hơn, cho phép tạo ra những trận chiến lớn. Ubisoft sau đó nói rằng công ty đang hướng đến việc tạo ra Assassin's Creed III trông như "một phiên bản thế hệ mới" trên các hệ máy hiện tại sử dụng engine AnvilNext mới.
Ubisoft nói rằng khi Rockstar ra mắt Red Dead Redemption khi Assassin's Creed III đang ở giữa quá trình phát triển, công ty đã ngạc nhiên khi Rockstar đưa việc săn bắn thú hoang dã và một vùng biên giới rộng lớn để người chơi khám phá vào trò chơi — hai tính năng mà chính công ty cũng áp dụng vào trò chơi của họ. Nhà báo Corey May cho rằng Ubisoft đã quan sát thành công của Red Dead và đang cố sử dụng công thức này "theo hướng mới".
Giám đốc sáng tạo Alex Hutchinson nói rằng Ubisoft đã chỉ đạo rõ ràng rằng nhân vật chính của Assassin's Creed III không thể là nhân vật nữ bởi vì bối cảnh Cách mạng Hoa Kỳ không phù hợp, mặc dù nhiều người thích nhìn thấy nhân vật assassin nữ.
Ubisoft khuyên người chơi nên sử dụng tay cầm cho phiên bản PC của trò chơi, mặc dù trò chơi vẫn hỗ trợ điều khiển bằng bàn phím và chuột. Alex Hutchinson nói: "Chúng tôi tất nhiên vẫn hỗ trợ PC, chúng tôi yêu PC, nhưng tôi nghĩ nó sẽ là PC với một bộ điều khiển. Chúng tôi không đầu tư mạnh mẽ vào cài đặt bàn phím và chuột. Tôi nghĩ nếu bạn muốn chơi trên PC và chơi Assassin's Creed, bạn có một bộ điều khiển."